# Българска музика
Българската музика е част от европейската музика и музикалното изкуство като цяло, която е създадена в България, с текст е (ако има) на български език и се изпълнява от български изпълнители. Тя трябва да проявява в изразните си средства характерни български черти.

## Популярна музика
- Българска рок музика
- Българска хип-хоп музика
- Джаз в България